# Pomeni imen asteroidov: 17001–18000
Pregled pomenov imen asteroidov (malih planetov) od številke 17001 do 18000, ki jim je Središče za male planete dodelilo številko in so pozneje dobili tudi uradno ime  v skladu z dogovorjenim načinom imenovanja. Pregled je preverjen z Schmadelovim “Slovarjem imen malih planetov” (“Dictionary of Minor Planet Names”). Izvor nekaterih imen je pojasnjen tudi v Okrožnicah centra za male planete (“Minor Planet Circulars” ali MPC). Kadar se pojasnilo najde tudi v reviji “Nebo in teleskop” (Sky and Telescope) (S&T), je to navedeno. 
Pregled pojasnjuje izvor oziroma pomen imen asteroidov, ki ga je priznala Mednarodna astronomska zveza (IAU). Nekateri asteroidi imajo imajo dodatno pojasnilo o izvoru imena, ki pa vedno ni popolnoma zanesljivo (oznaka “†” ali “‡“). Pojasnilo o izvoru imena, ki je označeno z * je potrebno preveriti ali poiskati še v “Slovarju imen malih planetov”.
| Ime                    | Začasna oznaka | Izvor imena |
| 17001–17100            | 17001–17100    | 17001–17100 |
| ---------------------- | -------------- | --- |
| 17002 Kouzel           | 1999 CV54      | Ivan U. Kouzel, nagrajenec (četrto mesto za okoljske projekte) na Intelovem Mednarodnem znanstvenem in tehničnem sejmu (Intel International Science and Engineering Fair) leta 2003 † Arhivirano 2007-08-09 na Wayback Machine.                                                                             |
| 17004 Sinkevich        | 1999 CR61      | Maksim M. Sinkevich, nagrajenec (četrto mesto za matematične projekte) na Intelovem Mednarodnem znanstvenem in tehničnem sejmu (Intel International Science and Engineering Fair) leta 2003 † Arhivirano 2007-08-09 na Wayback Machine.                                                                     |
| 17019 Aldo             | 1999 DV3       | * |
| 17020 Hopemeraengus    | 1999 DH4       | iz začetnih delov imen otrok odkritelja Hope, Merope in Aengus † |
| 17022 Huisjen          | 1999 DN7       | Martin A. Huisjen, ameriški vesoljski znanstvenik † |
| 17023 Abbott           | 1999 EG        | William Alexander "Bud" Abbott, ameriški izvajalec veseloiger s petjem (vaudeville) in filmski igralec * |
| 17024 Costello         | 1999 EJ5       | Louis Francis Cristillo (znan kot Lou Costello), ameriški igralec, producent in komedijant * |
| 17025 Pilachowski      | 1999 ES5       | Catherine Anderson Pilachowski, ameriška astronomka * |
| 17029 Cuillandre       | 1999 FM6       | Jean-Charles Cuillandre, francoski astronom* |
| 17031 Piethut          | 1999 FL9       | Piet Hut (rojen 1952), nozizemski astronom † Arhivirano 2005-04-11 na Wayback Machine. |
| 17032 Edlu             | 1999 FM9       | * |
| 17033 Rusty            | 1999 FR9       | * |
| 17034 Vasylshev        | 1999 FS9       | Vasil G. Ševčenko, ukrajinski astronom † |
| 17035 Velichko         | 1999 FC10      | Fedor P. Velichko, ukrajinski astronom in direktor Opazovalne postaje Čugijeva † |
| 17036 Krugly           | 1999 FD10      | Yurij N. Krugly, ukrajinski astronom † |
| 17038 Wake             | 1999 FO21      | * |
| 17039 Yeuseyenka       | 1999 FN26      | Yauhen A. Yeuseyenka, nagrajenec (četrto mesto za matematične projekte) na Intelovem Mednarodnem znanstvenem in tehničnem sejmu (Intel International Science and Engineering Fair) leta 2003 † Arhivirano 2007-08-09 na Wayback Machine.                                                                    |
| 17040 Almeida          | 1999 FT27      | Liliane de Almeida, nagrajenka (četrto mesto na tehničnih projektih) na Intelovem Mednarodnem znanstvenem in tehničnem sejmu (Intel International Science and Engineering Fair) leta 2003 † Arhivirano 2007-08-09 na Wayback Machine.                                                                       |
| 17041 Castagna         | 1999 FB30      | Pedro Turibeo Castagna, nagrajenec (četrto mesto na tehničnih projektih) na Intelovem Mednarodnem znanstvenem in tehničnem sejmu (Intel International Science and Engineering Fair) leta 2003 † Arhivirano 2007-08-09 na Wayback Machine.                                                                   |
| 17042 Madiraju         | 1999 FG30      | Anila Madiraju, nagrajenka na Intelovem Mednarodnem znanstvenem in tehničnem sejmu (Intel International Science and Engineering Fair) leta 2003 in dobitnik Intelove nagrade za mlade znanstvenike, Seaborgove nagrade ter nagrade Intelovega fonda za dosežke † Arhivirano 2007-08-09 na Wayback Machine.  |
| 17044 Mubdirahman      | 1999 FZ30      | Mubdi Rahman, nagrajenec na Intelovem Mednarodnem znanstvenem in tehničnem sejmu (Intel International Science and Engineering Fair) leta 2003 † Arhivirano 2007-08-09 na Wayback Machine. |
| 17045 Markert          | 1999 FV32      | Thomas Henry Markert, ameriški astronom* |
| 17046 Kenway           | 1999 FM33      | Gaetan Kristian Kenway, nagrajenec na Intelovem Mednarodnem znanstvenem in tehničnem sejmu (Intel International Science and Engineering Fair) leta 2003 † Arhivirano 2007-08-09 na Wayback Machine. |
| 17049 Miron            | 1999 FJ34      | Rachelle Elizabeth Miron, zmagovalka na Intelovem Mednarodnem znanstvenem in tehničnem sejmu (Intel International Science and Engineering Fair) leta 2003 † Arhivirano 2007-08-09 na Wayback Machine. |
| 17050 Weiskopf         | 1999 FX45      | Lydia Suzanne Weiskopf, zmagovalka na Intelovem Mednarodnem znanstvenem in tehničnem sejmu (Intel International Science and Engineering Fair) leta 2003 † Arhivirano 2007-08-09 na Wayback Machine. |
| 17051 Oflynn           | 1999 FW46      | Colin Patrick O'Flynn, nagrajenec na Intelovem Mednarodnem znanstvenem in tehničnem sejmu (Intel International Science and Engineering Fair) leta 2003 † Arhivirano 2007-08-09 na Wayback Machine. |
| 17056 Boschetti        | 1999 GW3       | Carla Stefania Boschetti (rojena 1969), italijanski astronom † Arhivirano 2008-08-01 na Wayback Machine. |
| 17058 Rocknroll        | 1999 GA5       | vrsta glasbe Rock & Roll † |
| 17059 Elvis            | 1999 GX5       | Elvis Presley (1935 – 1977), ameriški pevec Rock & Rolla† |
| 17060 Mikecombi        | 1999 GX7       | Michael R. Combi (rojen 1962), ameriški astrofizik † |
| 17061 Tegler           | 1999 GQ8       | Stephen C. Tegler, ameriški astronom † |
| 17062 Bardot           | 1999 GR8       | Brigitte Bardot (rojena 1934), francoska igralka in zaščitnica živalskih pravic † |
| 17063 Papaloizou       | 1999 GP9       | John C. B. Papaloizou (rojen 1947), britanski astrofizik † |
| 17066 Ginagallant      | 1999 GG18      | Gina May Gallant, nagrajenka na Intelovem Mednarodnem znanstvenem in tehničnem sejmu (Intel International Science and Engineering Fair) leta 2003 † Arhivirano 2007-08-09 na Wayback Machine. |
| 17072 Athiviraham      | 1999 GT31      | Anand Athiviraham, nagrajenec na Intelovem Mednarodnem znanstvenem in tehničnem sejmu (Intel International Science and Engineering Fair) leta 2003 † Arhivirano 2007-08-09 na Wayback Machine. |
| 17073 Alexblank        | 1999 GX34      | Alexander Edmund Blank, nagrajenec na Intelovem Mednarodnem znanstvenem in tehničnem sejmu (Intel International Science and Engineering Fair) leta 2003 † Arhivirano 2007-08-09 na Wayback Machine. |
| 17075 Pankonin         | 1999 GF49      | Vernon Pankonin, ameriški radioastronom † |
| 17076 Betti            | 1999 HO        | * |
| 17077 Pampaloni        | 1999 HY2       | Carlo Pampaloni, italijanski ljubiteljski astronom † Arhivirano 2006-05-09 na Wayback Machine. |
| 17078 Sellers          | 1999 HD3       | Richard Henry Sellers, znan kot Peter Sellers (1925 – 1980), britanski komedijant* |
| 17079 Lavrovsky        | 1999 HD9       | Vladislav Igorevich Lavrovsky, nagrajenec na Intelovem Mednarodnem znanstvenem in tehničnem sejmu (Intel International Science and Engineering Fair) leta 2003 † Arhivirano 2007-08-09 na Wayback Machine.                                                                                                  |
| 17081 Jaytee           | 1999 JT1       | Joseph T. ("J. T.") Williams, ameriški engineer at the Multiple-Mirror Observatory ("J. T." also appears in the provisional designation) † |
| 17086 Ruima            | 1999 JH18      | Rui Ma, nagrajenec na Intelovem Mednarodnem znanstvenem in tehničnem sejmu (Intel International Science and Engineering Fair) leta 2003 † Arhivirano 2007-08-09 na Wayback Machine. |
| 17088 Giupalazzolo     | 1999 JF19      | Giuseppe William Palazzolo, nagrajenec na Intelovem Mednarodnem znanstvenem in tehničnem sejmu (Intel International Science and Engineering Fair) leta 2003 † Arhivirano 2007-08-09 na Wayback Machine. |
| 17089 Mercado          | 1999 JU19      | Jose Mercado, nagrajenec na Intelovem Mednarodnem znanstvenem in tehničnem sejmu (Intel International Science and Engineering Fair) leta 2003 † Arhivirano 2007-08-09 na Wayback Machine. |
| 17090 Mundaca          | 1999 JE21      | Sebastian Mundaca, nagrajenec na Intelovem Mednarodnem znanstvenem in tehničnem sejmu (Intel International Science and Engineering Fair) leta 2003 † Arhivirano 2007-08-09 na Wayback Machine. |
| 17091 Senthalir        | 1999 JM21      | P. Senthalir, nagrajenec na Intelovem Mednarodnem znanstvenem in tehničnem sejmu (Intel International Science and Engineering Fair) leta 2003 † Arhivirano 2007-08-09 na Wayback Machine. |
| 17092 Sharanya         | 1999 JP21      | S. Sharanya, nagrajenec na Intelovem Mednarodnem znanstvenem in tehničnem sejmu (Intel International Science and Engineering Fair) leta 2003 † Arhivirano 2007-08-09 na Wayback Machine. |
| 17095 Mahadik          | 1999 JN26      | Bhushan Prakash Mahadik, nagrajenec na Intelovem Mednarodnem znanstvenem in tehničnem sejmu (Intel International Science and Engineering Fair) leta 2003 † Arhivirano 2007-08-09 na Wayback Machine. |
| 17097 Ronneuman        | 1999 JX31      | Ron Neuman, nagrajenec na Intelovem Mednarodnem znanstvenem in tehničnem sejmu (Intel International Science and Engineering Fair) leta 2003 † Arhivirano 2007-08-09 na Wayback Machine. |
| 17098 Ikedamai         | 1999 JE34      | Mai Ikeda, nagrajenka na Intelovem Mednarodnem znanstvenem in tehničnem sejmu (Intel International Science and Engineering Fair) leta 2003 † Arhivirano 2007-08-09 na Wayback Machine. |
| 17100 Kamiokanatsu     | 1999 JT37      | Natsumi Kamioka, nagrajenka na Intelovem Mednarodnem znanstvenem in tehničnem sejmu (Intel International Science and Engineering Fair) leta 2003 † Arhivirano 2007-08-09 na Wayback Machine. |
| 17101–17200            |                | |
| 17101 Sakenova         | 1999 JZ38      | Saule Sakenova, nagrajenka na Intelovem Mednarodnem znanstvenem in tehničnem sejmu (Intel International Science and Engineering Fair) leta 2003 † Arhivirano 2007-08-09 na Wayback Machine. |
| 17102 Begzhigitova     | 1999 JB41      | Akmaral Begzhigitova, nagrajenka na Intelovem Mednarodnem znanstvenem in tehničnem sejmu (Intel International Science and Engineering Fair) leta 2003 (dosegla je četrto mesto pri matematičnih projektih) † Arhivirano 2007-08-09 na Wayback Machine.                                                      |
| 17103 Kadyrsizova      | 1999 JC42      | Zhibek Kadyrsizova, nagrajenka na Intelovem Mednarodnem znanstvenem in tehničnem sejmu (Intel International Science and Engineering Fair) leta 2003 † Arhivirano 2007-08-09 na Wayback Machine. |
| 17104 McCloskey        | 1999 JV46      | Mairead Mary McCloskey, nagrajenka na Intelovem Mednarodnem znanstvenem in tehničnem sejmu (Intel International Science and Engineering Fair) leta 2003 † Arhivirano 2007-08-09 na Wayback Machine. |
| 17108 Patricorbett     | 1999 JL51      | Patrick Kieran Corbett, nagrajenec na Intelovem Mednarodnem znanstvenem in tehničnem sejmu (Intel International Science and Engineering Fair) leta 2003 † Arhivirano 2007-08-09 na Wayback Machine. |
| 17115 Justiniano       | 1999 JT54      | Miguel Angel Justiniano Lajara, nagrajenec na Intelovem Mednarodnem znanstvenem in tehničnem sejmu (Intel International Science and Engineering Fair) leta 2003 † Arhivirano 2007-08-09 na Wayback Machine.                                                                                                 |
| 17119 Alexisrodrz      | 1999 JP59      | Alexis Rodriguez, nagrajenec na Intelovem Mednarodnem znanstvenem in tehničnem sejmu (Intel International Science and Engineering Fair) leta 2003 † Arhivirano 2007-08-09 na Wayback Machine. |
| 17121 Fernandonido     | 1999 JX60      | Fernando Javier Nido, nagrajenec na Intelovem Mednarodnem znanstvenem in tehničnem sejmu (Intel International Science and Engineering Fair) leta 2003 † Arhivirano 2007-08-09 na Wayback Machine. |
| 17139 Malyshev         | 1999 JS86      | Denis Aleksandrovič Mališev, nagrajenec na Intelovem Mednarodnem znanstvenem in tehničnem sejmu (Intel International Science and Engineering Fair) leta 2003 † Arhivirano 2007-08-09 na Wayback Machine. |
| 17163 Vasifedoseev     | 1999 LT19      | Vasilij G. Fedoseev, nagrajenec na Intelovem Mednarodnem znanstvenem in tehničnem sejmu (Intel International Science and Engineering Fair) leta 2003 † Arhivirano 2007-08-09 na Wayback Machine. |
| 17166 Secombe          | 1999 MC        | Harry Secombe (1921 – 2001), komedijant in pevec iz Walsa * |
| 17169 Tatarinov        | 1999 NQ23      | Andrew S. Tatarinov, nagrajenec na Intelovem Mednarodnem znanstvenem in tehničnem sejmu (Intel International Science and Engineering Fair) leta 2003 † Arhivirano 2007-08-09 na Wayback Machine. |
| 17170 Vsevustinov      | 1999 NS25      | Vsevolod D. Ustinov, nagrajenec na Intelovem Mednarodnem znanstvenem in tehničnem sejmu (Intel International Science and Engineering Fair) leta 2003 † Arhivirano 2007-08-09 na Wayback Machine. |
| 17173 Evgenyamosov     | 1999 RN10      | Evgenij A. Amosov, nagrajenec na Intelovem Mednarodnem znanstvenem in tehničnem sejmu (Intel International Science and Engineering Fair) leta 2003 (za projekt v matematiki) in prejemnik nagrade Karla Mengerja, ki jo podeljuje Ameriška družba za matematiko † Arhivirano 2007-08-09 na Wayback Machine. |
| 17176 Viktorov         | 1999 SH17      | Artem G. Viktorov, nagrajenec na Intelovem Mednarodnem znanstvenem in tehničnem sejmu (Intel International Science and Engineering Fair) leta 2003 (za projekt v matematiki) in prejemnik nagrade Karla Mengerja, ki jo podeljuje Ameriška družba za matematiko † Arhivirano 2007-08-09 na Wayback Machine. |
| 17179 Codina           | 1999 TC224     | Sayd Jose Codina Landaberry, urugvajsko-brazilski astronom † |
| 17184 Carlrogers       | 1999 VL22      | Carl Ransom Rogers (1902 – 1987), ameriški psiholog * |
| 17185 Mcdavid          | 1999 VU23      | David McDavid, ameriški astronom* |
| 17186 Sergivanov       | 1999 VP28      | Sergej O. Ivanov, nagrajenec na Intelovem Mednarodnem znanstvenem in tehničnem sejmu (Intel International Science and Engineering Fair) leta 2003 (za projekt v matematiki) in prejemnik nagrade Karla Mengerja, ki jo podeljuje Ameriška družba za matematiko † Arhivirano 2007-08-09 na Wayback Machine.  |
| 17190 Retopezzoli      | 1999 WY8       | Reto Pezzoli, švicarski ljubiteljski astronom in prijatelj odkritelja † Arhivirano 2004-10-24 na Wayback Machine. |
| 17192 Loharu           | 1999 XL172     | Evgenij E. Loharu, nagrajenec na Intelovem Mednarodnem znanstvenem in tehničnem sejmu (Intel International Science and Engineering Fair) leta 2003 (za projekt v matematiki) in prejemnik nagrade Karla Mengerja, ki jo podeljuje Ameriška družba za matematiko † Arhivirano 2007-08-09 na Wayback Machine. |
| 17193 Alexeybaran      | 1999 XC205     | Aleksej V. Baran, nagrajenec na Intelovem Mednarodnem znanstvenem in tehničnem sejmu (Intel International Science and Engineering Fair) leta 2003 (za projekt v matematiki) in prejemnik nagrade Karla Mengerja, ki jo podeljuje Ameriška družba za matematiko † Arhivirano 2007-08-09 na Wayback Machine.  |
| 17195 Jimrichardson    | 1999 XQ234     | James Richardson, ameriški astronom † |
| 17196 Mastrodemos      | 1999 XW234     | Nickolaos Mastrodemos, astronom † |
| 17197 Matjazbone       | 2000 AC12      | Matjaž Bone (rojen 1984), nagrajenec (drugo mesto za fizikalne projekte) na Intelovem Mednarodnem znanstvenem in tehničnem sejmu (Intel International Science and Engineering Fair) leta 2003, učenec gimnazije Šolskega centra Nova Gorica, Slovenija † Arhivirano 2007-08-09 na Wayback Machine.          |
| 17198 Gorjup           | 2000 AA31      | Niko Gorjup (rojen 1984), nagrajenec (drugo mesto za fizikalne projekte) na Intelovem Mednarodnem znanstvenem in tehničnem sejmu (Intel International Science and Engineering Fair) leta 2003, učenec gimnazije Šolskega centra Nova Gorica, Slovenija † Arhivirano 2007-08-09 na Wayback Machine.          |
| 17201–17300            |                | |
| 17201 Matjazhumar      | 2000 AJ58      | Matjaz Humar (rojen 1983), nagrajenec (drugo mesto za fizikalne projekte) na Intelovem Mednarodnem znanstvenem in tehničnem sejmu (Intel International Science and Engineering Fair) leta 2003, učenec gimnazije Šolskega centra Nova Gorica, Slovenija † Arhivirano 2007-08-09 na Wayback Machine.         |
| 17208 Pokrovska        | 2000 AH130     | Tzveta Dmitrieva Pokrovska, zmagovalka na Intelovem Mednarodnem znanstvenem in tehničnem sejmu (Intel International Science and Engineering Fair) leta 2003 † Arhivirano 2007-08-09 na Wayback Machine. |
| 17211 Brianfisher      | 2000 AY174     | Brian Lee Fisher, nagrajenec na Intelovem Mednarodnem znanstvenem in tehničnem sejmu (Intel International Science and Engineering Fair) leta 2003 † Arhivirano 2007-08-09 na Wayback Machine. |
| 17215 Slivan           | 2000 AG238     | Stephen M. Slivan, ameriški astronom † |
| 17216 Scottstuart      | 2000 AK243     | Joseph Scott Stuart, ameriški astronom † |
| 17220 Johnpenna        | 2000 CX26      | John Penna? * |
| 17222 Perlmutter       | 2000 CU44      | Saul Perlmutter (rojen 1959), ameriški astronom* |
| 17224 Randoross        | 2000 CP58      | * |
| 17225 Alanschorn       | 2000 CS60      | Alan Schorn, mentor finalistu na Intelovem iskanju znanstvenih talentov leta 2002, Schorn je učitelj na šoli Johna L. Millerja – Great Neck North high School, Great Neck, New York, ZDA * |
| 17233 Stanshapiro      | 2000 DU58      | Stan Shapiro, mentor finalistu na Intelovem iskanju znanstvenih talentov leta 2002, Shapiro je učitelj na Midwood High Svhool na Kolidžu Brooklyn, Brooklyn, New York, ZDA * |
| 17240 Gletorrence      | 2000 EK95      | * |
| 17241 Wooden           | 2000 EM126     | Diane H. Wooden, ameriška astronomka † |
| 17242 Leslieyoung      | 2000 EX130     | Leslie A. Young, ameriški astronom † |
| 17247 Vanverst         | 2000 GG105     | * |
| 17249 Eliotyoung       | 2000 GM110     | Eliot F. Young, ameriški astronom † |
| 17250 Genelucas        | 2000 GW122     | Gene Lucas, ameriški ljubiteljski astronom |
| 17251 Vondracek        | 2000 GA127     | * |
| 17253 Vonsecker        | 2000 GW136     | * |
| 17257 Strazzulla       | 2000 HM25      | Giovanni ("Gianni") Strazzulla, italijanski astrofizik † |
| 17258 Whalen           | 2000 HK90      | * |
| 17262 Winokur          | 2000 JS62      | * |
| 17265 Debennett        | 2000 JP83      | David Edwyn Bennett, ]], nagrajenec na Intelovem Mednarodnem znanstvenem in tehničnem sejmu (Intel International Science and Engineering Fair) leta 2003 in dobitnik nagrade na tekmovanju mladih znanstvenikov Evropske unije † Arhivirano 2007-08-09 na Wayback Machine.                                  |
| 17269 Dicksmith        | 2000 LN1       | Dick Smith? * |
| 17273 Karnik           | 2000 LD13      | Ryna Karnik, finalistka na Intelovem iskanju znanstvenih talentov leta 2004 in na Intelovem Mednarodnem znanstvenem in tehničnem sejmu (Intel International Science and Engineering Fair) leta 2003 † Arhivirano 2006-08-10 na Wayback Machine.                                                             |
| 17277 Jarrydlevine     | 2000 LP25      | Jarryd Brandon Levine, nagrajenec na Intelovem Mednarodnem znanstvenem in tehničnem sejmu (Intel International Science and Engineering Fair) leta 2003 † Arhivirano 2007-08-09 na Wayback Machine. |
| 17278 Viggh            | 2000 LK27      | Herbert E. M. Viggh, ameriški astronom † |
| 17279 Jeniferevans     | 2000 LX27      | Jenifer B. Evans (rojena 1964), ameriška astronomka † |
| 17280 Shelly           | 2000 LK28      | Frank C. Shelly, ameriški astronom † |
| 17281 Mattblythe       | 2000 LV28      | Matthew S. Blythe, ameriški astronom † |
| 17283 Ustinov          | 2000 MB1       | Peter Alexander Ustinov (1921 – 2004), britanski komedijant* |
| 17285 Bezout           | 2000 NU        | Étienne Bézout (1730 – 1783), francoski matematik* |
| 17286 Bisei            | 2000 NB6       | [Center vesoljske straže Bisei (Bisei Spaceguard Center) (center je namenjen v glavnem spremljanju asteroidov in vesoljskih manjših teles), v tem centru je bil asteroid odkrit † |
| 17301–17400            |                | |
| 17305 Caniff           | 4652 P-L       | Milton Caniff (1907 – 1988), ameriški izdelovalec risanih filmov * |
| 17314 Aisakos          | 1024 T-1       | Esak, v grški mitologiji sin Priama in Arisbe* |
| 17351 Pheidippos       | 1973 SV        | * |
| 17354 Matrosov         | 1977 EU1       | Aleksandr Matvejevič Matrosov, sovjetski junak * |
| 17356 Vityazev         | 1978 PG4       | Veniamin V. Vityazev, ruski astronom* |
| 17358 Lozino-Lozinskij | 1978 SU4       | Gleb Eugenievič Lozino-Lozinskij, ruski konstrukter orbitalnega letala MiG-105 (Experimental Passenger Orbital Aircraft ali EPOS) * |
| 17399 Andysanto        | 1983 RL        | Andrew Santo, ameriški vodja skupine v misiji NEAR (Near Earth Asteroid Rendevous)* |
| 17401–17500            |                | |
| 17408 McAdams          | 1987 UZ1       | * |
| 17412 Kroll            | 1988 KV        | * |
| 17427 Poe              | 1989 CQ2       | Edgar Allan Poe (1809 – 1849), ameriški pesnik, pisatelj, urednik in kritik http://ssd.jpl.nasa.gov/sbdb.cgi?sstr=17427}} |
| 17428 Charleroi        | 1989 DL        | mesto Charleroi, glavno mesto Valonije http://ssd.jpl.nasa.gov/sbdb.cgi?sstr=17428}} |
| 17435 di Giovanni      | 1989 SP3       | Alessio di Giovanni, pesnik iz Sicilije † |
| 17445 Avatcha          | 1989 YC5       | zaliv Avatča, jugovzhodna Kamčatka, uporabil ga je Vitus Bering (1681 – 1741) kot bazo na ekspediciji na kateri je odkril Alasko, tukaj je pokopan tudi francoski astronom Louis Delisle de la Croyère http://ssd.jpl.nasa.gov/sbdb.cgi?sstr=17445}}                                                        |
| 17447 Heindl           | 1990 HE        | Clifford Heindl, deputy manager of JPL's Space and Earth Science Division 32 † Arhivirano 2005-02-04 na Wayback Machine. |
| 17458 Dick             | 1990 TP7       | * |
| 17459 Andreashofer     | 1990 TJ8       | Andreas Hofer (1767 – 1810), avstrijski borec za svobodo * |
| 17460 Mang             | 1990 TC11      | * |
| 17472 Dinah            | 1991 FY        | Dinah, ime mačke v zgodbi Lewisa Carrolla Aličine progode v čudežni deželi * |
| 17484 Ganghofer        | 1991 RY4       | Ludwig Ganghofer (1855 – 1920), nemški pisatelj * |
| 17486 Hodler           | 1991 RB41      | Ferdinand Hodler (1853 – 1918), [[Švicarji\|švicarski slikar smeri Art Nouveau * |
| 17488 Mantl            | 1991 TQ6       | Wolfgang Mantl, avstrijski pravnik in politični znanstvenik * |
| 17489 Trenker          | 1991 TS6       | Luis Trenker (Alois Franz Trenker) (1892 – 1990), avstrijski filmski režiser, arhitekt in igralec * |
| 17492 Hippasos         | 1991 XG1       | Hipas iz Metapontuma, starogrški filozof * |
| 17493 Wildcat          | 1991 YA        | vzdevek športnih moštev Univerze Arizone (košarka, nogomet itd.) † Arhivirano 2008-07-25 na Wayback Machine. |
| 17496 Augustinus       | 1992 DM2       | * |
| 17501–17600            |                | |
| 17508 Takumadan        | 1992 JH        | Takuma Dan, japonski poslovnež † Arhivirano 2005-05-07 at Archive.is |
| 17509 Ikumadan         | 1992 JR        | Ikuma Dan, japonski skladatelj † Arhivirano 2005-05-07 at Archive.is |
| 17518 Redqueen         | 1992 YD        | srčna kraljica (Redqueen – rdeča kraljica), vloga v delu Lewisa Carrolla (Alica v ogledalu) * |
| 17519 Pritsak          | 1992 YE2       | Omeljan Pritsak, ukrajinsko-ameriški soustanovitelj Ukrajinskega raziskovalnega inštituta pri Univerzi Harvard http://ssd.jpl.nasa.gov/sbdb.cgi?sstr=17519}} |
| 17521 Kiek             | 1993 BR4       | Israël David Kiek, nozizemski fotograf http://ssd.jpl.nasa.gov/sbdb.cgi?sstr=17521}} |
| 17543 Sosva            | 1993 PA3       | reka Sosva v zahodni Sibiriji, pritok reke Ob http://ssd.jpl.nasa.gov/sbdb.cgi?sstr=17543}} |
| 17563 Tsuneyoshi       | 1994 CC1       | Tsunejoši Fujii, japonski direktor Sončnega planetarija v Tokiu in nekdanji predavatelj in skrbnik na Planetariju Gotoh in v Astronomskem muzeju v Tokiu http://ssd.jpl.nasa.gov/sbdb.cgi?sstr=17563}} |
| 17579 Lewkopelew       | 1994 TQ16      | Lev Kopelev (rusko Лев Копелев,), ruski pisatelj in odpadnik (dissident), dobitnik Nagrade za mir pri Zvezi nemških založnikov (nemško Friedenspreis des Deutschen Buchhandels) http://ssd.jpl.nasa.gov/sbdb.cgi?sstr=17579}}                                                                               |
| 17597 Stefanzweig      | 1995 EK8       | Stefan Zweig (1881 – 1942), avstrijski biograf, esejist in pisatelj http://ssd.jpl.nasa.gov/sbdb.cgi?sstr=17597}} |
| 17600 Dobřichovice     | 1995 SO        | občina Dobřichovice, Češka † Arhivirano 2010-09-02 na Wayback Machine. |
| 17601–17700            |                | |
| 17602 Dr. G.           | 1995 SO1       | Stephen "Dr. G." Gottesman, ameriški radioastronom na Univerzi Floride http://ssd.jpl.nasa.gov/sbdb.cgi?sstr=17602}} |
| 17607 Táborsko         | 1995 TC        | področje Táborsko, Češka, v središču je mesto Tábor † |
| 17611 Jožkakubík       | 1995 UP2       | Jožka Kubík III, slovaški romski glasbenik † |
| 17612 Whiteknight      | 1995 UW6       | beli vitez (White Knight), oseba v delu Lewisa Carrolla (Alica v ogledalu) |
| 17625 Joseflada        | 1996 AY1       | Josef Lada (1887 – 1957), češki slikar † Arhivirano 2008-02-05 na Wayback Machine. |
| 17627 Humptydumpty     | 1996 BM3       | Humpty-Dumpty, vloga v pesnitvi Mati goska (Mother Goose)* |
| 17637 Blaschke         | 1996 PA1       | Wilhelm Blaschke (1885 – 1962), avstrijski matematik* |
| 17638 Sualan           | 1996 PB1       | [[Sue in Alan French, ameriška ljubiteljska astronoma † |
| 17640 Mount Stromlo    | 1996 PA7       | Observatorij Mount Stromlo, Canberra, Avstralija † |
| 17651 Tajimi           | 1996 VM1       | * |
| 17652 Nepoti           | 1996 VQ1       | * |
| 17653 Bochner          | 1996 VM2       | Salomon Bochner (1899 – 1982), poljsko-ameriški matematik † Arhivirano 2002-04-15 na Wayback Machine. |
| 17670 Liddell          | 1996 XQ19      | Alice Pleasance Liddell, angleško dekle, ki je dalo Lewisu Carrollu navdih za junakinjo v delu Aličine prigode v čudežni deželi* |
| 17673 Houkidaisen      | 1996 XL32      | * |
| 17681 Tweedledum       | 1997 AQ6       | Tweedledum, vloga v delu Lewisa Carrolla (Alica v ogledalu) * |
| 17683 Kanagawa         | 1997 AR16      | prefektura Kanagava, kjer je Observatorij Hadano † Arhivirano 2005-04-06 na Wayback Machine. |
| 17693 Wangdaheng       | 1997 CP28      | * |
| 17694 Jiránek          | 1997 ET1       | Vladimír Jiránek (rojen 1938), češki izdelovalec risanih filmov † Arhivirano 2011-05-25 na Wayback Machine. ‡ |
| 17696 Bombelli         | 1997 EH8       | Rafael Bombelli (156 – 1572), italijanski matematik* |
| 17701–17800            |                | |
| 17702 Kryštofharant    | 1997 JD        | Kryštof Harant (1564 – 1621), češki plemič, vojak, pisatelj in skladatelj † Arhivirano 2011-05-25 na Wayback Machine. |
| 17703 Bombieri         | 1997 RS5       | Enrico Bombieri (rojen 1940), italijanski matematik* |
| 17712 Fatherwilliam    | 1997 WK7       | oče William (Father William), oseba iz zgodbe Lewisa Carrolla Aličine prigode v čudežni deželi* |
| 17720 Manuboccuni      | 1997 XH10      | Emanuele Boccuni, italijanski composer of new age music † |
| 17734 Boole            | 1998 BW3       | George Boole, angleški matematik in filozof* |
| 17737 Sigmundjähn      | 1998 BF14      | Sigmund Werner Paul Jähn, prvi nemški kozmonavt* |
| 17744 Jodiefoster      | 1998 BZ31      | Alicia Christian "Jodie" Foster, ameriška igralka in režiserka * |
| 17746 Haigha           | 1998 BU41      | Haigha, oseba v delu Lewisa Carrolla (Alica v ogledalu) * |
| 17748 Uedashoji        | 1998 CL        | * |
| 17759 Hatta            | 1998 DA24      | nora Hatta (Mad Hatta), oseba v delu Lewisa Carrolla (Alica v ogledalu) * |
| 17764 Schatzman        | 1998 ES1       | Evry Léon Schatzman, francoski astrofizik* |
| 17768 Tigerlily        | 1998 EO8       | tiger Lily (Tiger Lily), vloga v delu Lewisa Carrolla (Alica v ogledalu) * |
| 17770 Baumé            | 1998 EU11      | Antoine Baumé, 18th-century francoski chemist http://ssd.jpl.nasa.gov/sbdb.cgi?sstr=17770}} |
| 17776 Troska           | 1998 FF3       | J. M. Troska, pseudonym of Jan Matzal, češki science-fiction author † Arhivirano 2011-05-25 na Wayback Machine. |
| 17777 Ornicar          | 1998 FV9       | Mais où est donc Ornicar ? kar pomeni toda kje bi lahko bil Ornicar, mnemotehnični pripomoček za učence za francosko slovnično konjunkcijo * |
| 17779 Migomueller      | 1998 FK12      | Michael ("Migo") Mueller, nemški fizik in astronom, strokovnjak za infrardeče področje malih planetov {MPCit_JPL\|17779}} |
| 17781 Kepping          | 1998 FH23      | Ashley Deane Kepping, nagrajenka na Intelovem Mednarodnem znanstvenem in tehničnem sejmu (Intel International Science and Engineering Fair) leta 2003 † Arhivirano 2007-08-09 na Wayback Machine. |
| 17784 Banerjee         | 1998 FF30      | Sudeep Banerjee, nagrajenec na Intelovem Mednarodnem znanstvenem in tehničnem sejmu (Intel International Science and Engineering Fair) leta 2003 † Arhivirano 2007-08-09 na Wayback Machine. |
| 17785 Wesleyfuller     | 1998 FX35      | Wesley Ryan Fuller, nagrajenec na Intelovem Mednarodnem znanstvenem in tehničnem sejmu (Intel International Science and Engineering Fair) leta 2003 in prejemnik mednarodne nagrade MILSET Expo-Sciences International † Arhivirano 2007-08-09 na Wayback Machine.                                          |
| 17794 Kowalinski       | 1998 FC60      | Blair Elisabeth Kowalinski, nagrajenka na Intelovem Mednarodnem znanstvenem in tehničnem sejmu (Intel International Science and Engineering Fair) leta 2003 and prejemnik mednarodne nagrade MILSET Expo-Sciences International † Arhivirano 2007-08-09 na Wayback Machine.                                 |
| 17795 Elysiasegal      | 1998 FJ61      | Elysia Meghan Segal, nagrajenka na Intelovem Mednarodnem znanstvenem in tehničnem sejmu (Intel International Science and Engineering Fair) leta 2003 † Arhivirano 2007-08-09 na Wayback Machine. |
| 17799 Petewilliams     | 1998 FC64      | Peter McLane Williams, nagrajenec na Intelovem Mednarodnem znanstvenem in tehničnem sejmu (Intel International Science and Engineering Fair) leta 2003 † Arhivirano 2007-08-09 na Wayback Machine. |
| 17801–17900            |                | |
| 17801 Zelkowitz        | 1998 FH69      | Rachel Lauren Zelkowitz (rojena 1985), nagrajenka na Intelovem Mednarodnem znanstvenem in tehničnem sejmu (Intel International Science and Engineering Fair) leta 2003 † Arhivirano 2007-08-09 na Wayback Machine.                                                                                          |
| 17803 Barish           | 1998 FD71      | Robert David Barish, nagrajenec na Intelovem Mednarodnem znanstvenem in tehničnem sejmu (Intel International Science and Engineering Fair) leta 2003 † Arhivirano 2007-08-09 na Wayback Machine. |
| 17805 Švestka          | 1998 FV72      | Zdeněk Švestka, češki astronom † Arhivirano 2011-05-25 na Wayback Machine. ‡ |
| 17806 Adolfborn        | 1998 FO73      | Adolf Born (rojen 1930), češki slikar, illustrator, karikaturist in filmar † |
| 17807 Ericpearce       | 1998 FT74      | Eric C. Pearce, ameriški astronom † |
| 17815 Kulawik          | 1998 FM113     | Christopher Eric Kulawik, nagrajenec na Intelovem Mednarodnem znanstvenem in tehničnem sejmu (Intel International Science and Engineering Fair) leta 2003 † Arhivirano 2007-08-09 na Wayback Machine. |
| 17821 Bölsche          | 1998 FC127     | Wilhelm Bölsche (1861 – 1939), nemški prirodoslovec, pesnik in pisatelj † |
| 17823 Bartels          | 1998 GA        | Mel Bartels (rojen 1954), ameriški ljubiteljski astronom † Arhivirano 2005-03-13 na Wayback Machine. |
| 17826 Normanwisdom     | 1998 GK10      | Norman Wisdom (rojen 1915), angleški komedijant, singer and actor* |
| 17831 Ussery           | 1998 HW35      | Robert Francis Ussery, nagrajenec na Intelovem Mednarodnem znanstvenem in tehničnem sejmu (Intel International Science and Engineering Fair) leta 2003 † Arhivirano 2007-08-09 na Wayback Machine. |
| 17832 Pitman           | 1998 HV39      | Ellen Marie Pitman, nagrajenka na Intelovem Mednarodnem znanstvenem in tehničnem sejmu (Intel International Science and Engineering Fair) leta 2003 † Arhivirano 2007-08-09 na Wayback Machine. |
| 17835 Anoelsuri        | 1998 HS46      | A. Noel Suri, nagrajenka na Intelovem Mednarodnem znanstvenem in tehničnem sejmu (Intel International Science and Engineering Fair) leta 2003 † Arhivirano 2007-08-09 na Wayback Machine. |
| 17836 Canup            | 1998 HT50      | Robin Michelle Canup, ameriški astronom † |
| 17842 Jorgegarcia      | 1998 HN98      | Felix Javier Jorge-Garcia, nagrajenec na Intelovem Mednarodnem znanstvenem in tehničnem sejmu (Intel International Science and Engineering Fair) leta 2003 † Arhivirano 2007-08-09 na Wayback Machine. |
| 17844 Judson           | 1998 HM100     | Michael Ivan Judson, nagrajenec na Intelovem Mednarodnem znanstvenem in tehničnem sejmu (Intel International Science and Engineering Fair) leta 2003 † Arhivirano 2007-08-09 na Wayback Machine. |
| 17851 Kaler            | 1998 JK        | James Bailey Kaler, ameriški astronom in pisatelj † Arhivirano 2008-07-25 na Wayback Machine. |
| 17853 Ronaldsayer      | 1998 JK3       | Ronald W. Sayer, ameriški analitik podatkov pri Raziskovalnem programu blizuzemeljskih asteroidov Lincoln (Lincolnov Lincoln Near-Earth Asteroid Research) † |
| 17855 Geffert          | 1998 KK        | Martin Geffert, nemški ljubiteljski astronom † ‡ |
| 17856 Gomes            | 1998 KL1       | Rodney Gomes da Silva, astronom † |
| 17857 Hsieh            | 1998 KR1       | Henry H. Hsieh, ameriški astronom † |
| 17858 Beaugé           | 1998 KS3       | Cristián Beaugé, argentinski astronom † |
| 17859 Galinaryabova    | 1998 KC4       | Galina O. Ryabova, ruski astronom † |
| 17860 Roig             | 1998 KQ4       | Fernando Roig, argentinski astronom † |
| 17869 Descamps         | 1998 MA14      | Pascal Descamps, francoski astronom* |
| 17879 Robutel          | 1999 BA14      | Philippe Robutel, francoski astronom* |
| 17881 Radmall          | 1999 CA51      | Nelson Bret Radmall, nagrajenec na Intelovem Mednarodnem znanstvenem in tehničnem sejmu (Intel International Science and Engineering Fair) leta 2003 † Arhivirano 2007-08-09 na Wayback Machine. |
| 17882 Thielemann       | 1999 CX87      | John Seth Thielemann, nagrajenec na Intelovem Mednarodnem znanstvenem in tehničnem sejmu (Intel International Science and Engineering Fair) leta 2003 † Arhivirano 2007-08-09 na Wayback Machine. |
| 17883 Scobuchanan      | 1999 CP105     | Scott Sheldon Buchanan, nagrajenec na Intelovem Mednarodnem znanstvenem in tehničnem sejmu (Intel International Science and Engineering Fair) leta 2003 † Arhivirano 2007-08-09 na Wayback Machine. |
| 17884 Jeffthompson     | 1999 CD116     | Jeff Thompson, nagrajenec na Intelovem Mednarodnem znanstvenem in tehničnem sejmu (Intel International Science and Engineering Fair) leta 2003 † Arhivirano 2007-08-09 na Wayback Machine. |
| 17885 Brianbeyt        | 1999 CF118     | Brian James Beyt, nagrajenec na Intelovem Mednarodnem znanstvenem in tehničnem sejmu (Intel International Science and Engineering Fair) leta 2003 † Arhivirano 2007-08-09 na Wayback Machine. |
| 17889 Liechty          | 1999 DH3       | Anthony David Liechty, nagrajenec na Intelovem Mednarodnem znanstvenem in tehničnem sejmu (Intel International Science and Engineering Fair) leta 2003 † Arhivirano 2007-08-09 na Wayback Machine. |
| 17891 Buraliforti      | 1999 EA        | Cesare Burali-Forti, italijanski matematik* |
| 17892 Morecambewise    | 1999 EO5       | Morecambe in Wise (Eric Morecambe in Ernie Wise), britanska komedijantska dvojica * |
| 17893 Arlot            | 1999 FO        | Jean-Eudes Arlot, francoski astronom* |
| 17897 Gallardo         | 1999 FV8       | Tabaré Gallardo, urugvajski astronom † |
| 17898 Scottsheppard    | 1999 FB19      | Scott S. Sheppard, ameriški astronom † |
| 17899 Mariacristina    | 1999 FD19      | Maria Cristina De Sanctis, italijanski astronom † |
| 17900 Leiferman        | 1999 FO24      | Adam James Leiferman, nagrajenec na Intelovem Mednarodnem znanstvenem in tehničnem sejmu (Intel International Science and Engineering Fair) leta 2003 † Arhivirano 2007-08-09 na Wayback Machine. |
| 17901–18000            |                | |
| 17902 Britbaker        | 1999 FM26      | Brittany Baker, nagrajenka na Intelovem Mednarodnem znanstvenem in tehničnem sejmu (Intel International Science and Engineering Fair) leta 2003 † Arhivirano 2007-08-09 na Wayback Machine. |
| 17904 Annekoupal       | 1999 FW30      | Anne Elizabeth Koupal, nagrajenka na Intelovem Mednarodnem znanstvenem in tehničnem sejmu (Intel International Science and Engineering Fair) leta 2003 † Arhivirano 2007-08-09 na Wayback Machine. |
| 17905 Kabtamu          | 1999 FM31      | Mahlet Kabtamu, nagrajenec na Intelovem Mednarodnem znanstvenem in tehničnem sejmu (Intel International Science and Engineering Fair) leta 2003 † Arhivirano 2007-08-09 na Wayback Machine. |
| 17907 Danielgude       | 1999 FQ33      | Daniel Moises Gude, nagrajenec na Intelovem Mednarodnem znanstvenem in tehničnem sejmu (Intel International Science and Engineering Fair) leta 2003 † Arhivirano 2007-08-09 na Wayback Machine. |
| 17908 Chriskuyu        | 1999 FL34      | Christopher Ku Yu, nagrajenec na Intelovem Mednarodnem znanstvenem in tehničnem sejmu (Intel International Science and Engineering Fair) leta 2003 † Arhivirano 2007-08-09 na Wayback Machine. |
| 17909 Nikhilshukla     | 1999 FC35      | Nikhil Atul Shukla, nagrajenec na Intelovem Mednarodnem znanstvenem in tehničnem sejmu (Intel International Science and Engineering Fair) leta 2003 † Arhivirano 2007-08-09 na Wayback Machine. |
| 17910 Munyan           | 1999 FG37      | Benjamin Kendrick Munyan, nagrajenec na Intelovem Mednarodnem znanstvenem in tehničnem sejmu (Intel International Science and Engineering Fair) leta 2003 † Arhivirano 2007-08-09 na Wayback Machine. |
| 17914 Joannelee        | 1999 FA54      | Joanne June Lee, nagrajenec na Intelovem Mednarodnem znanstvenem in tehničnem sejmu (Intel International Science and Engineering Fair) leta 2003 † Arhivirano 2007-08-09 na Wayback Machine. |
| 17917 Cartan           | 1999 GN5       | Élie Joseph Cartan, francoski matematik* |
| 17919 Licandro         | 1999 GC8       | Javier Licandro, Uruguayan astronom † |
| 17920 Zarnecki         | 1999 GE9       | John Zarnecki, britanski astronom † |
| 17921 Aldeobaldia      | 1999 GC13      | Anna Lisa De Obaldia, nagrajenec na Intelovem Mednarodnem znanstvenem in tehničnem sejmu (Intel International Science and Engineering Fair) leta 2003 in dobitnik nagrade Intelove funadcije za dosežke † Arhivirano 2007-08-09 na Wayback Machine.                                                         |
| 17925 Dougweinberg     | 1999 GQ17      | Douglas Stanley Weinberg, nagrajenec na Intelovem Mednarodnem znanstvenem in tehničnem sejmu (Intel International Science and Engineering Fair) leta 2003 † Arhivirano 2007-08-09 na Wayback Machine. |
| 17926 Jameswu          | 1999 GA18      | James Y. W. Wu, nagrajenec na Intelovem Mednarodnem znanstvenem in tehničnem sejmu (Intel International Science and Engineering Fair) leta 2003 † Arhivirano 2007-08-09 na Wayback Machine. |
| 17927 Ghoshal          | 1999 GL20      | Shivani Ghoshal, nagrajenec na Intelovem Mednarodnem znanstvenem in tehničnem sejmu (Intel International Science and Engineering Fair) leta 2003 † Arhivirano 2007-08-09 na Wayback Machine. |
| 17928 Neuwirth         | 1999 GJ21      | Melissa Marie Neuwirth, nagrajenec na Intelovem Mednarodnem znanstvenem in tehničnem sejmu (Intel International Science and Engineering Fair) leta 2003 † Arhivirano 2007-08-09 na Wayback Machine. |
| 17930 Kennethott       | 1999 GE24      | Kenneth Richard Ott, nagrajenec na Intelovem Mednarodnem znanstvenem in tehničnem sejmu (Intel International Science and Engineering Fair) leta 2003 † Arhivirano 2007-08-09 na Wayback Machine. |
| 17932 Viswanathan      | 1999 GA35      | Nitya Kalyani Viswanathan, nagrajenka na Intelovem Mednarodnem znanstvenem in tehničnem sejmu (Intel International Science and Engineering Fair) leta 2003 † Arhivirano 2007-08-09 na Wayback Machine. |
| 17933 Haraguchi        | 1999 GM36      | Whitney Takeo Haraguchi, nagrajenec na Intelovem Mednarodnem znanstvenem in tehničnem sejmu (Intel International Science and Engineering Fair) leta 2003 † Arhivirano 2007-08-09 na Wayback Machine. |
| 17934 Deleon           | 1999 GK39      | Christopher Lee DeLeon, nagrajenec na Intelovem Mednarodnem znanstvenem in tehničnem sejmu (Intel International Science and Engineering Fair) leta 2003 † Arhivirano 2007-08-09 na Wayback Machine. |
| 17935 Vinhoward        | 1999 GX45      | Vincent Michael Howard, nagrajenec na Intelovem Mednarodnem znanstvenem in tehničnem sejmu (Intel International Science and Engineering Fair) leta 2003 † Arhivirano 2007-08-09 na Wayback Machine. |
| 17936 Nilus            | 1999 HE3       | Greek mythology, sin Okeana in Tetide iz grške mitologije ali Sveti Nil, italijanski svetnik* |
| 17938 Tamsendrew       | 1999 HW6       | Tamsen Alicia Drew, zmagovalka na Intelovem Mednarodnem znanstvenem in tehničnem sejmu (Intel International Science and Engineering Fair) leta 2003 and Intel Foundation Achievement Award recipient † Arhivirano 2007-08-09 na Wayback Machine.                                                            |
| 17941 Horbatt          | 1999 JW2       | * |
| 17942 Whiterabbit      | 1999 JG6       | Beli zajček (White Rabbit), vloga v zgodbi Lewisa Carrolla Aličine prigode v čudežni deželi* |
| 17945 Hawass           | 1999 JU8       | Zahi Hawass, egipčanski egiptolog * |
| 17950 Grover           | 1999 JS18      | Vaishali Kiran Grover, nagrajenec na Intelovem Mednarodnem znanstvenem in tehničnem sejmu (Intel International Science and Engineering Fair) leta 2003 † Arhivirano 2007-08-09 na Wayback Machine. |
| 17951 Fenska           | 1999 JO19      | Kristen Elaine Fenska, nagrajenka na Intelovem Mednarodnem znanstvenem in tehničnem sejmu (Intel International Science and Engineering Fair) leta 2003 † Arhivirano 2007-08-09 na Wayback Machine. |
| 17952 Folsom           | 1999 JT19      | Jean Marie Folsom, nagrajenka na Intelovem Mednarodnem znanstvenem in tehničnem sejmu (Intel International Science and Engineering Fair) leta 2003 † Arhivirano 2007-08-09 na Wayback Machine. |
| 17954 Hopkins          | 1999 JP20      | Brandon James Hopkins, nagrajenec na Intelovem Mednarodnem znanstvenem in tehničnem sejmu (Intel International Science and Engineering Fair) leta 2003 † Arhivirano 2007-08-09 na Wayback Machine. |
| 17955 Sedransk         | 1999 JZ22      | Kyra Lauren Sedransk, nagrajenka na Intelovem Mednarodnem znanstvenem in tehničnem sejmu (Intel International Science and Engineering Fair) leta 2003 † Arhivirano 2007-08-09 na Wayback Machine. |
| 17956 Andrewlenoir     | 1999 JC28      | Andrew Allen Lenoir, nagrajenec na Intelovem Mednarodnem znanstvenem in tehničnem sejmu (Intel International Science and Engineering Fair) leta 2003 † Arhivirano 2007-08-09 na Wayback Machine. |
| 17958 Schoof           | 1999 JE33      | Jenna Marie Schoof, nagrajenka na Intelovem Mednarodnem znanstvenem in tehničnem sejmu (Intel International Science and Engineering Fair) leta 2003 † Arhivirano 2007-08-09 na Wayback Machine. |
| 17959 Camierickson     | 1999 JZ33      | Camille Sara Myerchin Erickson, nagrajenka na Intelovem Mednarodnem znanstvenem in tehničnem sejmu (Intel International Science and Engineering Fair) leta 2003 † Arhivirano 2007-08-09 na Wayback Machine.                                                                                                 |
| 17960 Liberatore       | 1999 JB36      | Katie Lynn Liberatore, nagrajenka na Intelovem Mednarodnem znanstvenem in tehničnem sejmu (Intel International Science and Engineering Fair) leta 2003 † Arhivirano 2007-08-09 na Wayback Machine. |
| 17961 Mariagorodnitsky | 1999 JB37      | Maria Gorodnitsky, nagrajenka na Intelovem Mednarodnem znanstvenem in tehničnem sejmu (Intel International Science and Engineering Fair) leta 2003 † Arhivirano 2007-08-09 na Wayback Machine. |
| 17962 Andrewherron     | 1999 JD37      | Andrew Jared Herron, nagrajenec na Intelovem Mednarodnem znanstvenem in tehničnem sejmu (Intel International Science and Engineering Fair) leta 2003 † Arhivirano 2007-08-09 na Wayback Machine. |
| 17963 Vonderheydt      | 1999 JM40      | Molly von der Heydt, nagrajenka na Intelovem Mednarodnem znanstvenem in tehničnem sejmu (Intel International Science and Engineering Fair) leta 2003 † Arhivirano 2007-08-09 na Wayback Machine. |
| 17965 Brodersen        | 1999 JO43      | Carl Harold Brodersen, nagrajenec na Intelovem Mednarodnem znanstvenem in tehničnem sejmu (Intel International Science and Engineering Fair) leta 2003 † Arhivirano 2007-08-09 na Wayback Machine. |
| 17967 Bacampbell       | 1999 JT45      | Blake Allen Campbell, nagrajenec na Intelovem Mednarodnem znanstvenem in tehničnem sejmu (Intel International Science and Engineering Fair) leta 2003 † Arhivirano 2007-08-09 na Wayback Machine. |
| 17969 Truong           | 1999 JB47      | Gold Silver Truong (rojen 1986), nagrajenec na Intelovem Mednarodnem znanstvenem in tehničnem sejmu (Intel International Science and Engineering Fair) leta 2003 † Arhivirano 2007-08-09 na Wayback Machine.                                                                                                |
| 17970 Palepu           | 1999 JA48      | Sita Chandrika Palepu (rojena 1985), nagrajenka na Intelovem Mednarodnem znanstvenem in tehničnem sejmu (Intel International Science and Engineering Fair) leta 2003 † Arhivirano 2007-08-09 na Wayback Machine.                                                                                            |
| 17971 Samuelhowell     | 1999 JZ50      | Samuel James Amberson Howell, nagrajenec na Intelovem Mednarodnem znanstvenem in tehničnem sejmu (Intel International Science and Engineering Fair) leta 2003 † Arhivirano 2007-08-09 na Wayback Machine.                                                                                                   |
| 17972 Ascione          | 1999 JH51      | Andrew Gerard Ascione, nagrajenec na Intelovem Mednarodnem znanstvenem in tehničnem sejmu (Intel International Science and Engineering Fair) leta 2003 and European Union Contest for Young Scientists Award recipient † Arhivirano 2007-08-09 na Wayback Machine.                                          |
| 17976 Schulman         | 1999 JQ54      | Aaron David Schulman, nagrajenec na Intelovem Mednarodnem znanstvenem in tehničnem sejmu (Intel International Science and Engineering Fair) leta 2003 and European Union Contest for Young Scientists Award recipient † Arhivirano 2007-08-09 na Wayback Machine.                                           |
| 17980 Vanschaik        | 1999 JN56      | Katherine Douglas Van Schaik, nagrajenka na Intelovem Mednarodnem znanstvenem in tehničnem sejmu (Intel International Science and Engineering Fair) leta 2003 † Arhivirano 2007-08-09 na Wayback Machine.                                                                                                   |
| 17982 Simcmillan       | 1999 JK57      | Simeon McMillan, finalist na Intelovem Mednarodnem znanstvenem in tehničnem sejmu (Intel International Science and Engineering Fair) leta 2004 † Arhivirano 2006-08-10 na Wayback Machine. |
| 17983 Buhrmester       | 1999 JV59      | Michael Duane Buhrmester, nagrajenec (prvo mesto za projekt socialnih znanosti) na Intelovem Mednarodnem znanstvenem in tehničnem sejmu (Intel International Science and Engineering Fair) leta 2003 † Arhivirano 2007-08-09 na Wayback Machine.                                                            |
| 17984 Ahantonioli      | 1999 JU60      | Alexandra Hope Antonioli, nagrajenka (prvo mesto za projekt v biokemiji) na Intelovem Mednarodnem znanstvenem in tehničnem sejmu (Intel International Science and Engineering Fair) leta 2003 † Arhivirano 2007-08-09 na Wayback Machine.                                                                   |
| 17988 Joannehsieh      | 1999 JR62      | Joanne Charlotte Hsieh, nagrajenka (prvo mesto) na Intelovem Mednarodnem znanstvenem in tehničnem sejmu (Intel International Science and Engineering Fair) leta 2003 † Arhivirano 2007-08-09 na Wayback Machine.                                                                                            |
| 17991 Joshuaegan       | 1999 JN65      | Joshua Harris Egan, nagrajenec (prvo mesto) na Intelovem Mednarodnem znanstvenem in tehničnem sejmu (Intel International Science and Engineering Fair) leta 2003 † Arhivirano 2007-08-09 na Wayback Machine.                                                                                                |
| 17992 Japellegrino     | 1999 JR65      | Jason Scott Pellegrino, nagrajenec (prvo mesto) na Intelovem Mednarodnem znanstvenem in tehničnem sejmu (Intel International Science and Engineering Fair) leta 2003 † Arhivirano 2007-08-09 na Wayback Machine.                                                                                            |
| 17993 Kluesing         | 1999 JT68      | Daniel Lennard Kluesing, nagrajenec (prvo mesto) na Intelovem Mednarodnem znanstvenem in tehničnem sejmu (Intel International Science and Engineering Fair) leta 2003 † Arhivirano 2007-08-09 na Wayback Machine.                                                                                           |
| 17995 Jolinefan        | 1999 JF74      | Joline Marie Fan, nagrajenka (prvo mesto) na Intelovem Mednarodnem znanstvenem in tehničnem sejmu (Intel International Science and Engineering Fair) leta 2003 and Intel Foundation Achievement Award recipient † Arhivirano 2007-08-09 na Wayback Machine.                                                 |

| Predhodnik: 16001–17000 | Pomeni imen asteroidov Seznam asteroidov (17001-17250) Seznam asteroidov (17251-17500) Seznam asteroidov (17501-17750) Seznam asteroidov (17751-18000) | Naslednik: 18001–19000 |